# باستی هارت
باستی هارت (به انگلیسی: Busty Heart) یک شخصیت تلویزیونی، مدل سینه بزرگ و رقصنده برهنه سابق است.